# Свєтлов Сергій Олександрович
Сергій Олександрович Свєтлов (рос. Сергей Александрович Светлов; нар. 17 січня 1961, Пенза, РРСФР, СРСР) — радянський хокеїст, що грав на позиції крайнього нападника. Олімпійський чемпіон. Заслужений майстер спорту (1988).

## Ігрова кар'єра
Вихованець Пензенської обласної спеціалізованої дитячо-юнацької школи олімпійського резерву (тренер — В. В. Бармін). Один сезон відіграв у складі місцевої команди з першої ліги «Дизеліст», а наступні дванадцять — за московське «Динамо». Більшість часу його постійними партнерами у клубі були Анатолій Семенов і Сергій Яшин. Восьмиразовий призер чемпіонату СРСР і фіналіст національного кубка. Всього у вищій лізі провів 372 матчі (137+135).
У складі національної збірної дебютував 3 вересня 1980 року. У Тампере була здобута перемога над фінами з рахунком 4:1. Першу шайбу закинув у ворота канадців 29 серпня 1981 року. Також відзначився «армієць» Микола Дроздецький, але в підсумку сильнішими були суперники (2:3). Олімпійський чемпіон 1988 року. На турнірі грав зі своїми клубними партнерами Семеновим і Яшиним. На трьох світових першостях здобув три медалі різного ґатунку: «золото» — 1986, «срібло» — 1987, «бронза» — 1985. Триразовий чемпіон Європи. Фіналіст і учасник двох розіграшів Кубка Канади. Учасник міжнародних турнірів на призи московської газети «Ізвестія» (1980, 1981, 1982, 1984, 1985, 1986), чехословацької газети «Руде право» (1982, 1983), Кубка Швеції (1983/1984), Кубка Калгарі (1986/1987) і «Рандеву-87». Всього у збірній провів 154 матчі, закинув 57 шайб.
1987 року закінчив Московський обласний педагогічний інститут. 1988 року був обраний на драфті Національної хокейної ліги під 180-м загальним номером командою «Нью-Джерсі Девілс». Того ж року отримав почесне звання «Заслужений майстер спорту СРСР» і був нагороджений орденом «Знак Пошани».
У сезоні 1989/1990 «динамівці» Валерій Васильєв, Сергій Свєтлов і Олександр Мальцев підсилили склад угорського «Уйпешта». Потім з Васильєвим переїхали до німецького «Ратінгена», де була багато радянських хокеїстів: Андрій Фукс, Борис Фукс, Олександр Енгель, Володимир Новосьолов, Віталій Гросман, Сергій Вікулов, Ігор Кузнецов, Олександр Вунш, Олександр Генце, Андрій Карпін, Анатолій Антипов і Вальдемар Квапп. У першій бундеслізі провів 28 матчів (12+16).

## Досягнення
Збірна СРСР
- Олімпійський чемпіон (1): 1988
- Чемпіон світу (1): 1986
- Срібний призер (1): 1987
- Бронзовий призер (1): 1985
- Чемпіон Європи (3): 1985, 1986, 1987
- Фіналіст Кубка Канади (1): 1987
- Переможець молодіжного чемпіонату світу (1): 1980
- Бронзовий призер (1): 1981

«Динамо» (Москва)
- Срібний призер чемпіонату СРСР (4): 1980, 1985, 1986, 1987
- Бронзовий призер чемпіонату СРСР (4): 1981, 1982, 1983, 1988
- Фіналіст Кубка СРСР (1): 1988

## Статистика

### Клубні виступи
| Сезон                    | Клуб                     | Ліга                     | Регулярний сезон | Регулярний сезон | Регулярний сезон | Регулярний сезон | Регулярний сезон | Плей-оф | Плей-оф | Плей-оф | Плей-оф | Плей-оф |
| Сезон                    | Клуб                     | Ліга                     | І                | Г                | П                | О                | ШХ               | І       | Г       | П       | О       | ШХ      |
| ------------------------ | ------------------------ | ------------------------ | ---------------- | ---------------- | ---------------- | ---------------- | ---------------- | ------- | ------- | ------- | ------- | ------- |
| 1977–78                  | «Дизель»                 | СРСР-2                   | 1                | 0                | 0                | 0                | 0                | —       | —       | —       | —       | —       |
| 1978–79                  | «Динамо» (Москва)        | СРСР                     | 2                | 0                | 0                | 0                | 0                | —       | —       | —       | —       | —       |
| 1979–80                  | «Динамо» (Москва)        | СРСР                     | 23               | 9                | 5                | 14               | 0                | —       | —       | —       | —       | —       |
| 1980–81                  | «Динамо» (Москва)        | СРСР                     | 48               | 19               | 15               | 34               | 17               | —       | —       | —       | —       | —       |
| 1981–82                  | «Динамо» (Москва)        | СРСР                     | 37               | 13               | 13               | 26               | 10               | —       | —       | —       | —       | —       |
| 1982–83                  | «Динамо» (Москва)        | СРСР                     | 36               | 11               | 11               | 22               | 10               | —       | —       | —       | —       | —       |
| 1983–84                  | «Динамо» (Москва)        | СРСР                     | 36               | 8                | 9                | 17               | 8                | —       | —       | —       | —       | —       |
| 1984–85                  | «Динамо» (Москва)        | СРСР                     | 36               | 15               | 11               | 26               | 37               | —       | —       | —       | —       | —       |
| 1985–86                  | «Динамо» (Москва)        | СРСР                     | 35               | 15               | 20               | 35               | 20               | —       | —       | —       | —       | —       |
| 1986–87                  | «Динамо» (Москва)        | СРСР                     | 36               | 20               | 19               | 39               | 32               | —       | —       | —       | —       | —       |
| 1987–88                  | «Динамо» (Москва)        | СРСР                     | 35               | 12               | 18               | 30               | 14               | —       | —       | —       | —       | —       |
| 1988–89                  | «Динамо» (Москва)        | СРСР                     | 31               | 12               | 10               | 22               | 21               | —       | —       | —       | —       | —       |
| 1989–90                  | «Динамо» (Москва)        | СРСР                     | 15               | 3                | 4                | 7                | 8                | —       | —       | —       | —       | —       |
| 1989–90                  | «Уйпешт»                 | Угорщина                 | —                | —                | —                | —                | —                | —       | —       | —       | —       | —       |
| 1990–91                  | «Ратінген»               | Німеччина-2              | 30               | 30               | 31               | 61               | 57               | —       | —       | —       | —       | —       |
| 1991–92                  | «Ратінген»               | Німеччина-2              | 35               | 41               | 42               | 83               | 31               | 9       | 2       | 3       | 5       | 6       |
| 1992–93                  | «Ратінген»               | Німеччина                | 28               | 12               | 16               | 28               | 21               | —       | —       | —       | —       | —       |
| 1993–94                  | «Гернер»                 | Німеччина-3              | 24               | 34               | 23               | 57               | 6                | 17      | 13      | 14      | 27      | 19      |
| 1994–95                  | «Гернер»                 | Німеччина-2              | 6                | 2                | 3                | 5                | 0                | —       | —       | —       | —       | —       |
| Усього у вищій лізі СРСР | Усього у вищій лізі СРСР | Усього у вищій лізі СРСР | 372              | 137              | 135              | 272              | 177              | —       | —       | —       | —       | —       |

### Збірна
| Рік                | Команда            | Турнір             |    | І  | Г  | П  | О  | ШХ |
| ------------------ | ------------------ | ------------------ | -- | -- | -- | -- | -- | -- |
| 1980               | СРСР               | МЧС                | 5  | 3  | 2  | 5  | 0  |    |
| 1981               | СРСР               | МЧС                | 5  | 3  | 1  | 4  | 2  |    |
| 1984               | СРСР               | КК                 | 6  | 4  | 3  | 7  | 0  |    |
| 1985               | СРСР               | ЧС                 | 10 | 2  | 4  | 6  | 0  |    |
| 1986               | СРСР               | ЧС                 | 10 | 3  | 1  | 4  | 4  |    |
| 1987               | СРСР               | ЧС                 | 10 | 5  | 1  | 6  | 8  |    |
| 1987               | СРСР               | КК                 | 5  | 3  | 2  | 5  | 0  |    |
| 1988               | СРСР               | ОІ                 | 8  | 2  | 3  | 5  | 4  |    |
| Молодіжна збірна   | Молодіжна збірна   | Молодіжна збірна   | 10 | 6  | 3  | 9  | 2  |    |
| Національна збірна | Національна збірна | Національна збірна | 49 | 19 | 14 | 33 | 16 |    |